# Karl Wilhelm von Dalla Torre
Karl Wilhelm von Dalla Torre, född 14 juli 1850 i Kitzbühel, Tyrolen, Österrike, död 6 april 1928 i Innsbruck, var en österrikisk taxonom, botaniker och entomolog.